# József Balogh (Musiker)

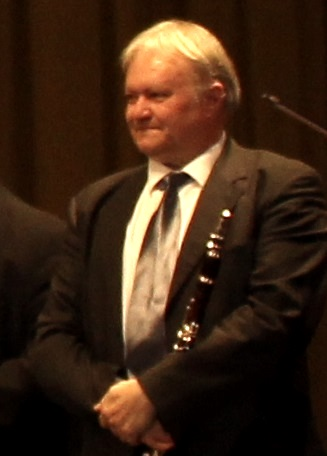
Jószef Balog beim Neujahrskonzert in Warburg 2016

József Balogh (* 1956 in Pécs) ist ein ungarisch-deutscher Klarinettist.

## Leben
Er absolvierte ein Musik- und Klarinettenstudium bei Béla Kovács an der Franz-Liszt-Musikakademie in Budapest, das er 1979 mit einem Master abschloss. 1988 erreichte zweimal den ersten Preis bei wichtigen Musikwettbewerben in Budapest und Graz. 1989 ergänzte er seine Studien durch einen Kurs bei Larry Combs im Chicago Symphony Orchestra unter Georg Solti.
1976 bis 1985 war József Balogh Mitglied im Orchester der ungarischen Staatsoper und anschließend bis 1996 erster Klarinettist der Budapester Symphoniker beim ungarischen Rundfunk. Es folgte eine internationale Konzerttätigkeit als Solist u. a. mit dem Budapester Polizeiorchester, der Budapest Symphonic Band, dem Franz-Liszt-Kammerorchester des Zemplén Art Festivals, dem Staatsorchester von Târgu Mureș, dem Kurorchester Bad Wörishofen und vielen Kammermusikensembles. Balogh war künstlerischer Leiter des Klarinettenensembles "ClarSix" und des Bläserquintetts "Ozon".
Seit 1985 war József Balogh auch als Dozent für das Fach Klarinette tätig, zunächst am Bela-Bartok-Konservatorium Budapest und seit 1988 an der dortigen Franz-Liszt-Musikakademie. Als Gastdozent gab und gibt er zudem zahlreiche Meisterkurse, so 1997 an der University of North Texas, 1997–2007 an der University of Oklahoma, 1998 beim Israel Clarinet Festival Tel Aviv, der University of Kansas und der Utah State University, 2000 beim Royal College of Music in London und an der Hochschule für Musik Nürnberg, seit 2001 an der Europe Music School Budapest und 2004 bei der NERV Conventie Utrecht.
József Balogh beteiligte sich an zahlreichen Aufnahmen der Musikverlage Naxos, Fontrade, Spring Hill Music Group, Capriccio und Farao Classics.

## Diskografie
- Adagio Boxed Set, Naxos 8.504011
- Meditation (Swedish Edition), Naxos 8.503163
- The Very Best Of, Naxos 8.502020
- Great Chamber Music (10-CD-Box-Set), Naxos 8.501064
- Warme Rote Stunden, Romantische Klassische Musik (3CD set), Naxos 8.503038
- Music for Comfort Naxos 8.503158
- Brahms: Clarinet Trio, Op. 114 / Clarinet Quintet, Op. 115, Naxos 8.550391
- Mozart: Piano Trio, K. 498, 'Kegelstatt' / Violin Sonata No. 26 (arr. für Klarinette und Streichtrio), Naxos 8.550439
- Hören, Lernen, Wachsen: Musik für Babies und Kinder, Naxos 8.551218
- Beethoven: Adagio, Naxos 8.552240 (1997)
- Beethoven: Kammermusik für Hörner, Holzbläser und Streicher, Naxos 8.553090, (1995)
- Mozart: Clarinet Quintet, K. 581 / String Quintet, K. 515 Naxos 8.553254, 8.550390
- Brahms: Clarinet Quintet in B Minor / DVORAK: String Quartet No. 12, "American" Naxos 8.553256
- Sarabande: Classical Favourites for Relaxing and Dreaming, Naxos 8.556613
- Liebesleid: Classical Favourites for Relaxing and Dreaming, Naxos 8.556615
- Donizetti: Double Concerto / Flute Concertino / Clarinet Concertino, Naxos 8.557492
- A-Z der klassischen Musik (3rd Expanded Edition, 2009) Naxos Educational 8.558212-13
- The Genius of Beethoven Naxos 8.578194
- My First Mozart Album, Naxos, 8.578204, 8.578233
- My First Beethoven Album, Naxos 8.578206, 8.578235
- Harp Recital: Vigh, Andrea, Händel, G.F., Dittersdorf, C.D. von, Debussy, C., Ravel, M. Capriccio C10485
- Klassische Meisterwerke: Maurice Ravel, Capriccio C49038
- Contrasts - Hungarian Clarinet Music, with various artists. FonTrade, 1990
- Music for the Mozart Effect, with various artists. Spring Hill Music, 1998.
- Mozart Effect: Music for Little Ones, with various artists. Children’s Group, 2000.
- Interclarinet, with various artists. Farao Classics, 2007.

## Mitgliedschaften
- 1989 Vorsitzender der ungarischen Sektion der International Clarinet Association
- 1997 Künstlerischer Leiter der European Clarinet and Saxophone Society

## Auszeichnungen
- 1974 2. Preis beim internationalen Wettbewerb "Concertino Praga"
- 1988 "Bartok-Pasztory Preis" Budapest
- 1988 1. Preis beim Internationalen Kammermusikwettbewerb Graz mit dem Danubius Quartet
- 1988 1. Preis beim Hungarian Radio National Woodwind Competition
- 1989 Stipendium des Chicago Symphony Orchestra